# Eruzione di tipo subaereo
Un'eruzione di tipo subareo è un'eruzione vulcanica che si verifica sulla superficie del terreno, 'sotto l'aria'. Esse generalmente producono colate piroclastiche, fontane di lava, e colate di lava, che sono comunemente classificate in vari sottoinsiemi di eruzioni subaeree, fra cui:
- Eruzione di tipo pliniano
- Eruzione di tipo peleano
- Eruzione di tipo hawaiano.[1]

Le eruzioni subaeree sono in contrasto con le eruzioni subacquee, sottomarine e subglaciali poiché queste ultime si originano sotto differenti forme di una superficie di acqua.